# Pseudococcus zamiae
Pseudococcus zamiae är en insektsart som först beskrevs av Lucas 1855.  Pseudococcus zamiae ingår i släktet Pseudococcus och familjen ullsköldlöss. Inga underarter finns listade i Catalogue of Life.